# 无知之幕
無知之幕（英語：veil of ignorance），亦被称为原初状态或原初立场（英語：original position），是哲学（尤其是政治哲学和伦理学）上的概念，是用以探討共生社會下的道德和正义問題的思想实验。其概念在1955年被經濟學家夏仙義（海萨尼·亚诺什·卡罗伊）提出，並為政治哲學家約翰·羅爾斯在1971年於著作《正義論》中正式确立。

## 概念
“无知之幕”或“原初状态”是一个假设的绝对平等状态。在这种状态下，参与者被剥夺了关于自身特质和社会位置的认识，但保留了理性和对基本社会利益的理解。这种“剥夺”如同一个“幕布”，遮住他们对自身各种要素的认识，迫使他们在不偏不倚的情况下依照基本正义原则做决定。羅爾斯設想公民若處在“無知之幕”下，人們將對自己所擁有的技能、品味、地位於当前社會的情況一概不知，此情境會促使公民基於一定的原則分配權力、地位、和社會資源予他人。通常而言，在假想社會情境時，做實驗的人會預設自己是否聰明、富有或者出生在優等階級。但一旦被無知之幕擋住，這個人可能會出生在社會中的任意位置，驅使他從社會最不幸者的角度來考慮問題和設計社會制度。例如，在一個假定的奴隸制社會當中有50%的奴隸，實驗者將會基於“進入這個社會的50%的人將會是奴隸”來做出選擇，而不僅僅認爲自己必是自由民。該概念是為了在分配社會合作的原則正義與否時抹除一己之私，或是自我階層的私利而創造的，羅爾斯認為「這一點保證了任何人都不會在選擇原則時由於天然機會的結果或社會環境中的偶然事件而有利或不利。」无知之幕的框架采用了博弈论中的“最大最小规则”（Maximin Rule），即选择对最不利群体最有利的方案，以规避可能带来的最差结果。这一原则反映了对社会公平和安全的高度重视。
无知之幕的理論除了受夏仙義（海萨尼·亚诺什·卡罗伊）的影響外，亦受到伊曼努尔·康德，托马斯·霍布斯，约翰·洛克，让-雅克·卢梭和托马斯·杰斐逊等人的著作啟發。

## 外部連結
- Veil of Ignorance （页面存档备份，存于） entry by Samuel Freeman in the Stanford Encyclopedia of Philosophy, 2008-20-12
- Legal Theory Lexicon: The Veil of Ignorance （页面存档备份，存于） entry by Lawrence B. Solum in the Legal Theory Blog, 2011-11-14
- 谁有特权上大学 （页面存档备份，存于） - 清華大學副教授劉瑜把普通高等學校招生全國統一考試拉上無知之幕